# División del Norte, Veracruz
División del Norte är en ort i Mexiko.   Den ligger i kommunen Cuitláhuac och delstaten Veracruz, i den sydöstra delen av landet, 260 km öster om huvudstaden Mexico City. División del Norte ligger 375 meter över havet och antalet invånare är 585.
Terrängen runt División del Norte är platt åt sydost, men åt nordväst är den kuperad. Runt División del Norte är det ganska tätbefolkat, med 134 invånare per kvadratkilometer. Närmaste större samhälle är Cuitláhuac, 1,9 km söder om División del Norte. Trakten runt División del Norte består till största delen av jordbruksmark.